# TV 가나자와
TV 가나자와는 1990년 4월 1일 이시카와현의 3번째 민영방송국으로 개국했다.
약칭은 KTK, 콜사인은 JOWX-DTV이다.

## 연혁
- 1989년 방송국 설립.
- 1990년 2월 1일 - 오후 1시부터 시험 전파 발사(컬러 패턴과 1000 Hz표준음만 3시간).
- 1990년 3월 24일 - 서비스 방송 실시(뉴스는 물론 광고까지 니혼 TV에서 송출하는 그대로 방송하였다.)
- 1990년 4월 1일 이시카와현 3번째 민영텔레비전 방송국으로서 개국(개국당시 중계국은 8국).
- 1998년 연간시청률 과 연도시청률이 이시카와현 최고가 된다(2002년까지 5년 동안).
- 2006년 6월 1일 지상파 디지털 텔레비전 방송 서비스 방송 개시.
- 2006년 7월 1일 지상파 디지털 텔레비전 방송 개시.
- 2009년 7월 24일 - 스즈시에서 오전 10부터 11시까지 NHK 가나자와 방송국 및 다른 민영 텔레비전 방송국과 공동으로 시험적으로 아날로그 텔레비전 방송 중단.
- 2010년 7월 24일 - 스즈시에서 지상파 아날로그 텔레비전 방송 선행 종료.
- 2011년 7월 24일 지상파 아날로그 텔레비전 방송 종료.

## 특징
- 호쿠리쿠 지방 니혼TV 계열국중 유일하게 닛테레뉴스24(24시간 뉴스방송 케이블·위성채널)를 심야시간에 재전송하고 있다.
- 개국 초기에는 중계국이 8개밖에 없어서 가나자와시 근처에서 수신할 수 없는 사례가 많았다고 한다.
- 2002년 10월 24일부터 한국의 JTV 전주방송과의 제휴관계를 맺고있다.

## 이시카와현에 있는 다른 텔레비전·라디오 방송국
- NHK 가나자와 방송국
- 호쿠리쿠 아사히 방송(HAB)(TV 아사히 계열)
- 호쿠리쿠 방송(MRO)(TV는 도쿄 방송 계열, 라디오는 JRN·NRN 계열)
- 이시카와 TV(ITC)(후지 TV 계열)
- FM이시카와(HELLO FIVE)(JFN계열)